# Брандт, Карл Георг
Карл Георг Брандт (нем. Karl Georg Brandt; 5 ноября 1898, Карлсмаркт под Бригом, Германская империя — 16 февраля 1945, Позен) — унтерштурмфюрер СС, начальник отдела по делам евреев в ведомстве командира полиции безопасности и СД в Варшаве.

## Биография
Карл Георг Брандт родился 5 ноября 1898 года. В годы национал-социализма в качестве секретаря уголовной полиции служил в Билефельде. 1 мая 1937 года вступил в НСДАП (билет № 5840483). После начала Второй мировой войны был откомандирован в Варшаву в ведомство командира полиции безопасности и СД, где сначала служил в отделе III, а с 1941 года в отделе IV (гестапо). В гестапо в Варшаве возглавил отдел по еврейским делам (IV B4). Летом 1942 года служил в зондеркоманде по переселению, принадлежавшей к полиции безопасности. 19 августа 1942 года гестаповцы под руководством Брандта расстреляли 108 мужчин и женщин, находившихся в санатории Зофиувка в Отвоцке. 
Брандт в значительной степени был задействован в депортации варшавских евреев. По словам выживших свидетелей, Брандта очень боялись в Варшавском гетто и считали садистом. Говорят, что там он участвовал в селекциях, в которых он отбирал нетрудоспособных еврейских мужчин для депортации в лагерь смерти Треблинка, а так называемых пригодных для труда распределял на принудительные работы. Во время облав в Варшавском гетто и конвоирования групп евреев к печально известному умшлагплац он, как говорят, был причастен к убийствам.
16 февраля 1945 года Брандт погиб во время битвы за Позен.